# Yours to Keep
Yours to Keep è il primo album solista di Albert Hammond Jr., chitarrista degli The Strokes, e figlio di Albert Hammond, pubblicato nel 2006 in Inghilterra e l'anno successivo negli States.

## Curiosità
- Nell'album collaborano anche Sean Lennon, pianoforte e seconda voce, nella canzone 101 e nella canzone Scared, al basso, Julian Casablancas, cantante degli The Strokes.

## Formazione
- Albert Hammond Jr. – voce, chitarra e batteria in "Blue Skies"
- Mikki James – basso, pianoforte, melodica in "Cartoon Music For Superheroes"
- Greg Lattimer – basso, cori on "Scared" e campane in "Blue Skies"
- Sean Lennon – piano, cori e basso "In Transit" e cori in "Scared"
- Josh Lattanzi – basso e chitarra in "In Transit"
- Matt Romano – batteria
- Julian Casablancas – basso e cori in "Scared"
- Chris Feinstein – basso in "Scared"
- Roger Greenawalt – ukulele in "Call an Ambulance"
- Greg Glassman – tromba in "Hard To Live In The City"
- Evan Robinson – trombone in "Hard To Live In The City"
- Alex Levy – percussioni in "Hard To Live In The City"

## Tracce
1. "Cartoon Music for Superheroes" - 2:04
2. "In Transit" - 3:33
3. "Everyone Gets a Star" - 3:05
4. "Bright Young Thing" - 3:13
5. "Blue Skies" - 3:17
6. "101" - 3:27
7. "Call An Ambulance" - 3:11
8. "Scared" - 4:42
9. "Holiday" - 3:08
10. "Hard To Live (In The City)" ("Hard To Live In The City" nella versione americana) - 5:23
11. "Well...All Right" (bonus track presente nella versione americana e canadese del disco) - 2:20
12. "Postal Blowfish" (bonus track presente nella versione americana e canadese del disco) - 2:27
13. "101" [Video] (bonus track presente nella versione americana e canadese del disco)